# Flogopita
La flogopita és un mineral de la classe dels silicats (fil·losilicats) que pertany al grup de la biotita. El nom li va ser donat l'any 1841 per Johann Friedrich August Breithaupt, del grec phlogopos, que significa foc, en al·lusió al seu color. Forma una sèrie de solució sòlida amb la biotita.

## Característiques
La flogopita, amb fórmula KMg₃(AlSi₃O10)(OH, F)₂, forma part del grup de les miques, el qual es troba a dins dels fil·losilicats. Cristal·litza en el sistema monoclínic, en forma de masses escamoses o fenocristalls. És el terme extrem amb magnesi d'una sèrie de solució sòlida de miques, on l'altre extrem és la biotita. Alguns dels minerals intermedis d'aquesta sèrie són fluorflogopita (rica en fluor), eastonita i hendricksita (rica en zinc). Per això a vegades rep el sinònim de mica magnèsica.
Segons la classificació de Nickel-Strunz, la flogopita pertany a «09.EC - Fil·losilicats amb plans de mica, compostos per xarxes tetraèdriques i octaèdriques» juntament amb els següents minerals: minnesotaïta, talc, willemseïta, ferripirofil·lita, pirofil·lita, boromoscovita, celadonita, chernykhita, montdorita, moscovita, nanpingita, paragonita, roscoelita, tobelita, aluminoceladonita, cromofil·lita, ferroaluminoceladonita, ferroceladonita, cromoceladonita, tainiolita, ganterita, annita, ephesita, hendricksita, masutomilita, norrishita, polilithionita, preiswerkita, siderofil·lita, tetraferriflogopita, fluorotetraferriflogopita, wonesita, eastonita, tetraferriannita, trilithionita, fluorannita, shirokshinita, shirozulita, sokolovaïta, aspidolita, fluoroflogopita, suhailita, yangzhumingita, orlovita, oxiflogopita, brammal·lita, margarita, anandita, bityita, clintonita, kinoshitalita, ferrokinoshitalita, oxikinoshitalita, fluorokinoshitalita, beidel·lita, kurumsakita, montmoril·lonita, nontronita, volkonskoïta, yakhontovita, hectorita, saponita, sauconita, spadaïta, stevensita, swinefordita, zincsilita, ferrosaponita, vermiculita, bileyclor, chamosita, clinoclor, cookeïta, franklinfurnaceïta, gonyerita, nimita, ortochamosita, pennantita, sudoïita, donbassita, glagolevita, borocookeïta, aliettita, corrensita, dozyita, hidrobiotita, karpinskita, kulkeïta, lunijianlaïta, rectorita, saliotita, tosudita, brinrobertsita, macaulayita, burckhardtita, ferrisurita, surita, niksergievita i kegelita.
S'usa industrialment en làmines com a aïllant elèctric en dispositius específics, com per exemple l'aïllant que porten les bugies de l'automòbil. La seva capacitat com a aïllant és superior a la d'altres miques. També s'usa molt en pols com a material de càrrega.

## Formació
La flogopita és un mineral d'origen típic pneumatolític. Apareix generalment en calcàries i dolomies granudes, en pissarres cristal·lines afectades per metamorfisme de contacte i algunes serpentinites. És també comuna a les kimberlites, on forma grans làmines, així com en pegmatites de roques ultramàfiques.
La flogopita és un membre del grup de les miques molt estès, que s'observa especialment en marbres dolomítics (rics en magnesi) associada amb espinel·la, diòpsid, hornblenda, granats i minerals del grup de les condrites. Els principals jaciments de flogopita es troben a Ontario i Quebec (Canadà), a Rússia i en nombroses localitzacions d'Europa.

## Politips
La flogopita té tres politips, minerals que difereixen d'aquesta només en l'apilament de les unitats estructurals similars en la seva estructura atòmica. Aquestes tres espècies són: flogopita-1M, flogopita-2M1 i flogopita-3T.

## Varietats
- Barioflogopita, una varietat bàrica amb un 1% o més de BaO, amb fórmula (K,Ba)1-xMg₃(AlSi₃O10)(OH,F)₂. Va ser originàriament reportada de Mansjöberg, Hälsingland, Suècia.[4]
- Baritbiotita, una altra varietat de bari de la flogopita, amb fórmula (K,Ba)₂(Mg,Al)2-6(Al,Si)₈O20. Només se n'ha trobat a Schelingen, Baden-Württemberg, Alemanya.[5]
- Flogopita cròmica, una varietat que conté crom.[6]
- Flogopita fèrrica, amb contingut de ferro. Una gran quantitat de peces anomenades biotita són, en realitat, flogopites fèrriques. La seva fórmula és (K)(Mg,Fe2+)₃(AlSi₃O10)(F,OH)₂.[7]
- Fluorflogopita, una varietat que conté fluor.[8]
- Flogopita manganèsica, una varietat que conté manganès, trobada només a la Xina i al Japó.[9]